# Georg Zoëga
Georg Zoëga (Daler, 20 dicembre 1755 – Roma, 10 febbraio 1809) è stato un archeologo e numismatico danese.

## Biografia
Nacque a Daler, un paesino vicino Tønder, nei pressi della costa occidentale del nord dello Schleswig in Danimarca.
Il padre, la cui famiglia proveniva dal Nord Italia, era Vilhad Christian Zoega, pastore protestante a Møgeltønder; sua madre era Henriette Clausen.
Da ragazzo Georg fu istruito in casa e poi frequentò il Gymnasium ad Altona. Nel 1773 andò all'Università di Gottinga e poi a Lipsia, a studiare filosofia ed i classici. Frequenti viaggi in Italia gli fecero sviluppare un interesse per l'archeologia, che aveva già da giovane. Nel 1782, grazie ai buoni uffici del ministro danese Ove Høegh-Guldberg, ricevette una borsa di studio per due anni dallo Stato. Da Vienna, dove studiò sotto il famoso numismatico Eckhel, Zoega andò a Roma agli inizi del 1783. Grazie ad alcune presentazioni ricevette un caldo benvenuto da Stefano Borgia, che allora era un prelato ed in seguito divenne cardinale.
Durante il ritorno a casa, Zoëga seppe a Parigi della caduta politica del suo patrono Guldberg. Di conseguenza tornò a Roma e prese residenza permanente nella Città Eterna, che un uomo, come lui disse, non dovrebbe mai vedere oppure mai lasciare.
Già in precedenza aveva catalogato e descritto esaurientemente la notevole collezione numismatica "Borgia"; il card. Stefano Borgia gli fornì un forte sostegno e Pio VI gli accordò una pensione di 400 scudi. Con l'aiuto di amici influenti Zoega ricevette anche un sussidio permanente dalla Danimarca, e nel 1790 fu nominato membro onorario della Accademia delle belle arti di Copenaghen. Quando il suo patrono, il cardinal Borgia, fu esiliato da Roma nel 1798, Zoega, grato per l'ospitalità che il cardinale aveva concesso ai danesi che si erano recati a Roma, ottenne una pensione per Borgia dalle finanze pubbliche della Danimarca.
Dal 1798 Zoëga fu il console danese a Roma e membro dell'Regia accademia danese di scienze e lettere di Copenaghen. I suoi lavori di numismatica lo portarono a studi di egittologia e sulla Chiesa copta, che riuscì a condurre con successo. Con le sue capacità di approfondimento e con le sue capacità di giudizio, indicò agli studiosi successivi il cammino da percorrere per l'interpretazione dei geroglifici. È considerato come un collega di Winckelmann e di Visconti nella istituzione di un'archeologia scientifica. I suoi meriti furono riconosciuti anche da altri paesi con la sua elezione nel 1806 a membro dell'Accademia delle scienze di Berlino e dell'Accademia austriaca delle scienze di Vienna.
Morì a Roma tre anni più tardi.

## Pubblicazioni
Le opere più importanti di Zoëga sono: 
- Nummi aegyptii imperatorii (Roma, 1787)
- De origine et usu obeliscorum (Roma, 1797)
- Bassirilievi antichi di Roma (2 voll., Roma, 1808), tradotto in tedesco da Welcker (1811)
- Catalogus codicum copticorum manuscriptorum, qui in museo Borgiano Velitris adservantur (Roma, 1810), un lavoro pubblicato postumo.

Scrisse anche molti trattati sull'archeologia classica, anche questi tradotti in tedesco da Welcker, Georg Zoegas Abhandlungen (Gottingen, 1817). Un lavoro sulla topografia di Roma rimase incompiuto in forma di manoscritto.